# La estrella oculta del Sertão
La estrella oculta del Sertão (en portugués "A Estrela Oculta do Sertão") es un documental brasileño de 2005 dirigido por la fotógrafa Elaine Eiger y la periodista Luize Valente. El tema central es las prácticas judaicas mantenidas por algunas familias en el semiárido nordeste brasileño (El Sertón), junto con la búsqueda de su identidad religiosa para muchos conversos desde el momento de tomar conciencia de su condición.
El documental presenta entrevistas y parte del trabajo de investigación de la historiadora de la Universidad de São Paulo, Anita Novinsky, quien es considerada una autoridad líder en el tema de la Inquisición en Brasil, del genealogista Paulo Valadares, y el antropólogo del Collège de France, Nathan Wachtel.

## Sinopsis
La idea de las directoras de realizar el documental surgió en el año 2000, después de leer un artículo periodístico acerca de un pueblo con menos de 800 habitantes en el extremo oeste del estado brasileño de Río Grande del Norte, llamado Venha-Ver. Según el informe, un rabino estadounidense que había estado en la villa con anterioridad, encontró que la gente del pueblo mantenía costumbres singularmente judías, a pesar de manifestar ser católicos. Muchos de estos hábitos eran ya tan antiguos que incluso cayeron en desuso desde hace siglos dentro del judaísmo. Se mantienen ciertas costumbres judías en particular, las cuales terminan dejando al descubierto su verdadero origen: son descendientes de los llamados nuevos cristianos (marranos), Judíos forzados a convertirse al cristianismo durante la Inquisición en Portugal, gracias a un decreto del Rey Manuel, establecida en 1497. 
Durante la invasión neerlandesa de Brasil en el siglo XVII, la corona neerlandesa, la cual estaba a la vanguardia del movimiento para la reforma del Catolicismo, había adoptado una política para dar cabida a la persecución religiosa en muchas partes de Europa. La mayoría de los inmigrantes judíos que se establecen en el país viven en la miseria. Con la toma de Recife por los Países Bajos, estos grupos se sienten atraídos por la oportunidad de progresar en la capitanía portuguesa más rica de la época, y los buques fletados por judíos arribaban casi todos los meses a Recife, pasando más tarde al interior, luego de la reanudación del dominio portugués.
"A partir de ahí, empezamos un largo viaje que nos llevó a los colonos de Brasil", dicen los directoras. Con 85 minutos, el documental se divide en dos partes: la primera, muestra a varios personajes como especialistas en la cultura judía, las familias que volvieron a practicar el judaísmo y las familias católicas con las costumbres judías, especialmente en varios pueblos de los estados de Paraíba y Río Grande del Norte.